# Міхал Чупр
Міхал Чупр (23 грудня 1991 , Усті-над-Лабем ) — чеський фехтувальник на шпагах, бронзовий призер Олімпійських ігор 2024 року.

## Виступи на Олімпіадах
| Олімпіада  | Дисципліна     | Місце |
| ---------- | -------------- | ----- |
| Париж 2024 | командна шпага | 3     |